# Nesopupa rodriguezensis
Nesopupa rodriguezensis е вид коремоного от семейство Vertiginidae.

## Разпространение
Видът е разпространен в Мавриций.